# Ворота Храмової гори

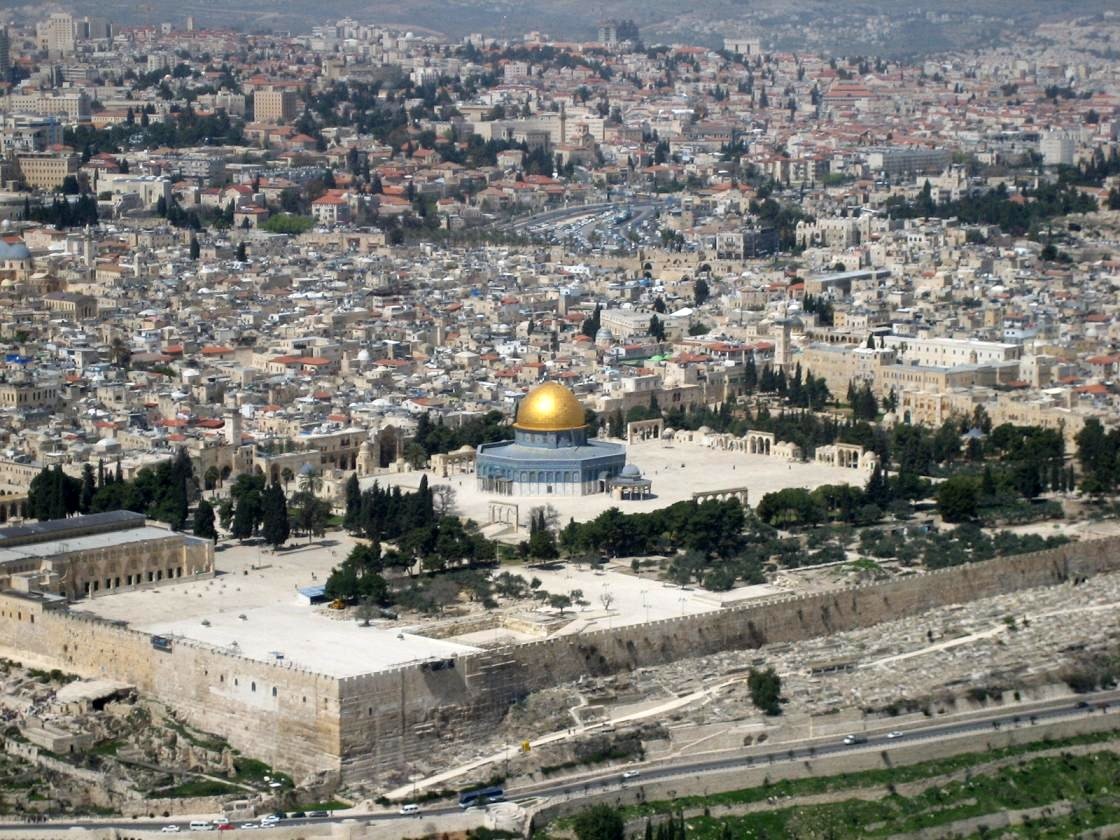
Храмова гора з південного сходу

Доступ до Храмової Гори Єрусалима можливий через 11 воріт. П'ять інших додаткових воріт є закритими. У приведеному списку ворота перераховані у порядку проти руху годинникової стрілки.

## Відкриті ворота
Всі відкриті ворота ведуть у Старе місто Єрусалима. Марокканські ворота виходять у його єврейський квартал, а решта у мусульманський.
| Ворота ззовні | Ворота з середини | Опис |
| ------------- | ----------------- | --- |
|               |                   | Ворота племен (Bab al-Asbat‎) знаходяться у північно-східній частині Храмової гори |
|               |                   | На півночі Храмової гори знаходяться Ворота прощення (Bab al-Huttah) |
|               |                   | Поряд з Воротами прощення на півночі Храмової гори знаходяться Ворота темряви (Bab al-Atim) |
|               |                   | На північному заході знаходяться ворота Bani Ghanim (Bab al-Ghawanima) |
|               |                   | Західну частину Храмової гори відкривають Ворота Ради чи Ворота контролю (Bab al-Majlis; Bab al-Nazer). |
|               |                   | Поряд з Малою західною стіною знаходяться Залізні ворота (Bab al-Hadid). |
|               |                   | Ворота торговців бавовною (Bab al-Qattanin) вважаються одними з найкрасивіших. Побудовані мамелюцьким султаном ібн Калуном. Знаходяться найближче до Наріжного каменя. |
|               |                   | Також на західній стороні знаходяться Ворота омивання (Bab al-Matarah) та Ворота спокою (Bāb al-Salam). |
|               |                   | Ланцюгові ворота (Bab al-Silsileh) знаходяться також на західній стороні Храмової гори і можливо стоять на місці Воріт Копонія часів Другого Храму. |
|               |                   | Марокканські ворота (також Гнояні ворота) (Баб аль Маґгаріба) — одні з восьми воріт стіни старого міста Єрусалима побудовані у 1540 році Сулейманом Пишним, у часи створення оборонної стіни навколо міста. Знаходяться безпосередньо на західній стороні Храмової гори. Назва воріт відома давно і згадана у Книзі Неємії — Неєм 2:13. Ворота були побудовані у 1540 за правління Сулеймана Пишного на місці старого, колишнього переходу, через який колись входили безпосередньо на Храмову гору. Пізніша назва воріт походить від Марокканського кварталу Старого міста, який проіснував до 1967 року. |

## Закриті ворота
- Золоті ворота — ворота східної сторони Храмової гори.
- Окремі ворота — ворота південної сторони Храмової гори. Відкривають вхід у підземелля відоме як Стайні Соломона.
- Ворота Хульди — ворота південної сторони Храмової гори. За однією з версій[1] назва походить від пророчиці Хульди[2][3]
- Під Марокканськими воротами знаходяться Ворота Барклая — названими на честь місіонера Джеймса Барклая, який віднайшов ці ворота у 1852 році.
- Ворота Ворена — ворота часів Другого Храму названі на честь Чарльза Ворена (англ. Charles Warren) — офіцера британської армії. який віднайшов їх у 19 ст.

## Галерея

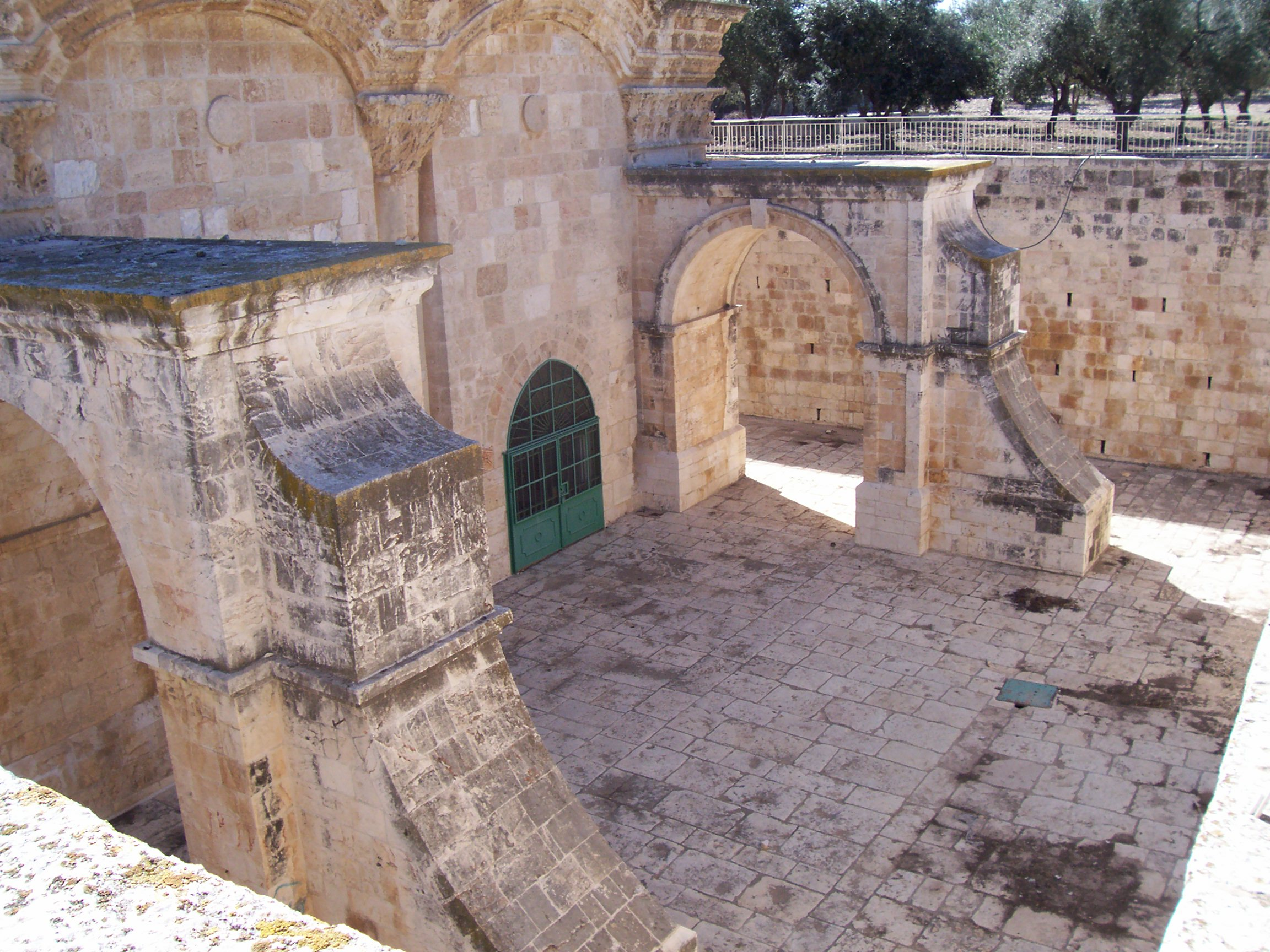
Золоті ворота - вид з Храмової гори
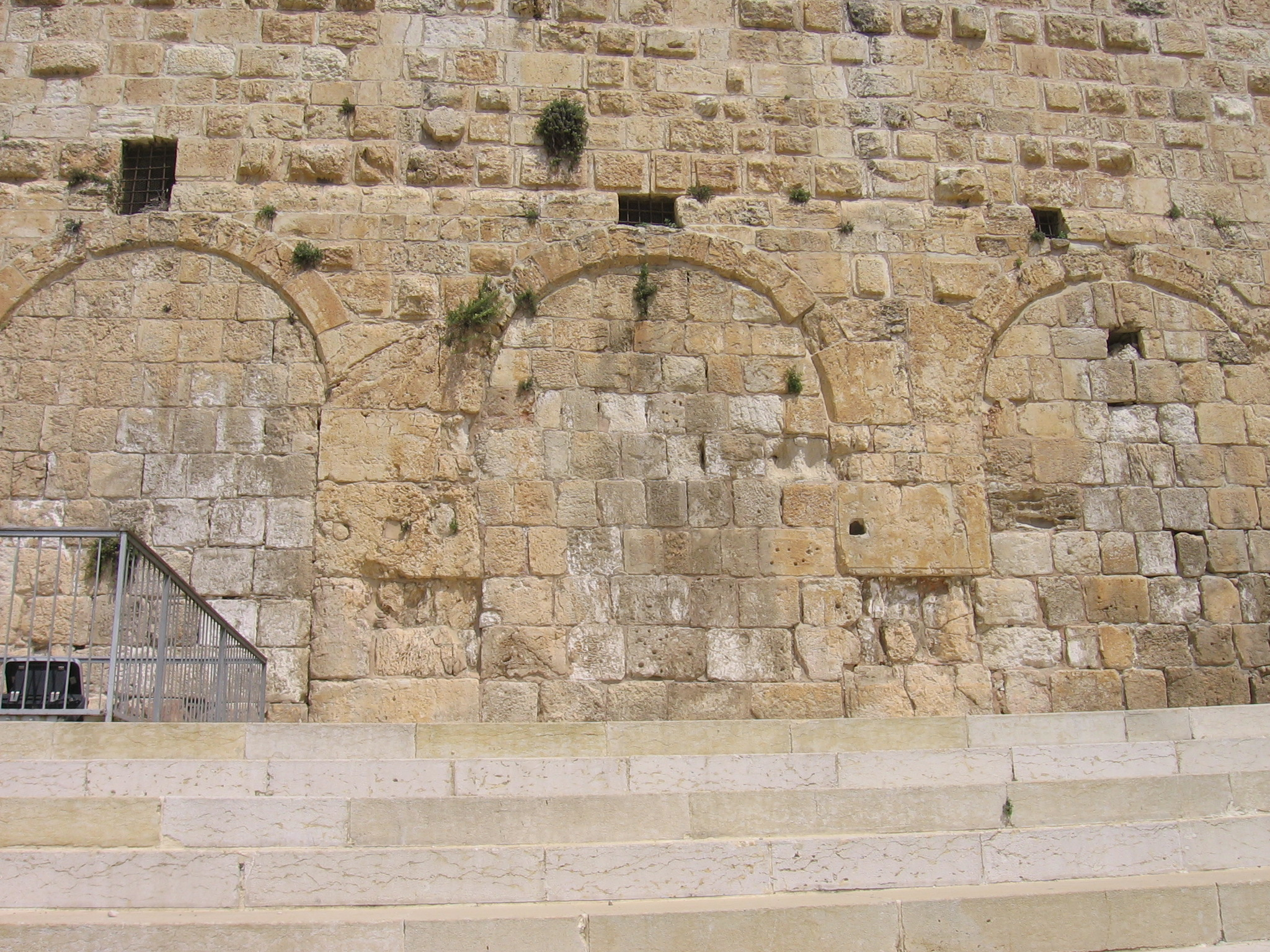
Ворота Хульди
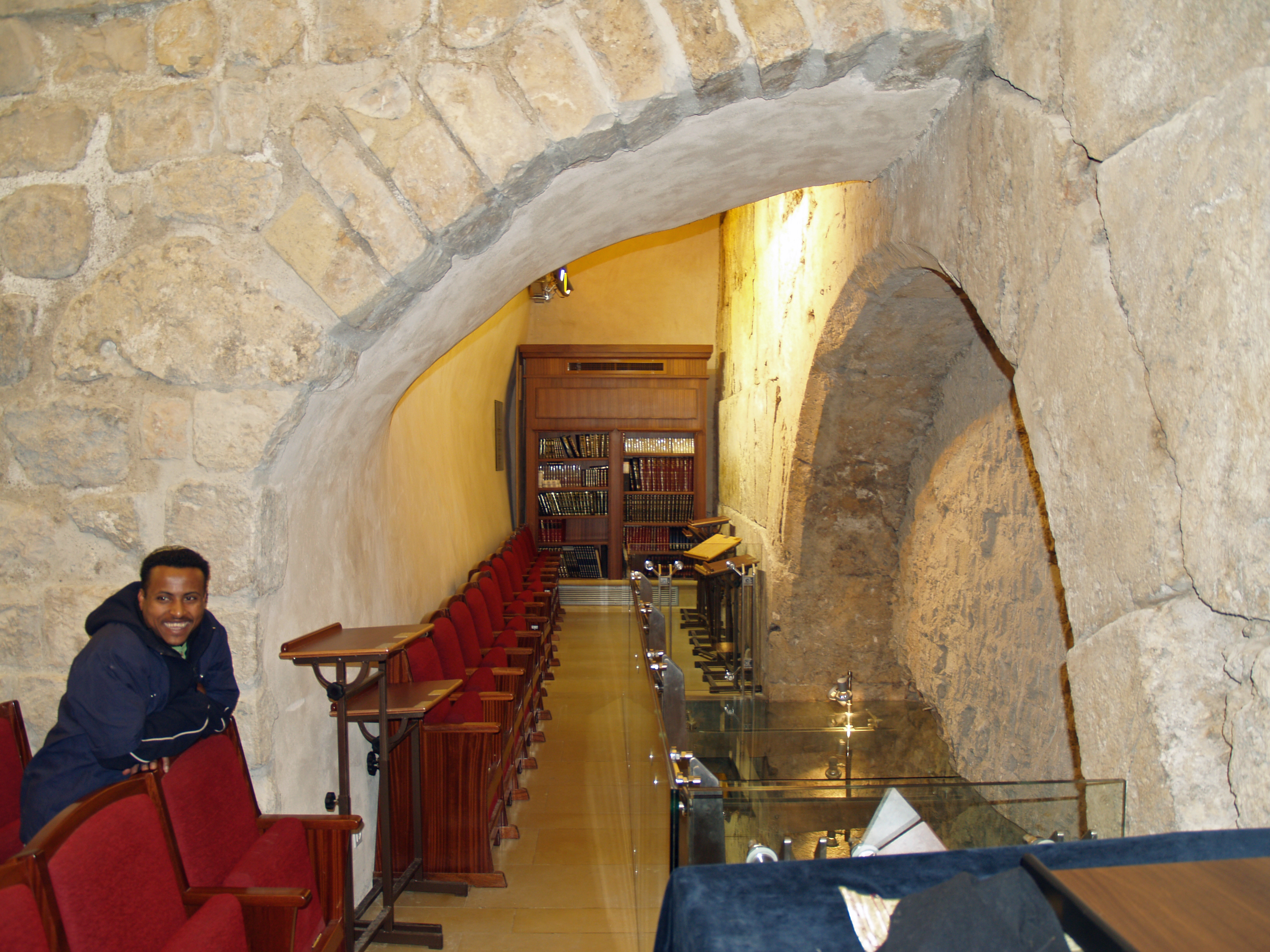
Воренові ворота